# Initiationsroman
Der Ausdruck Initiationsroman bezeichnet einen Romantypus, in dem einschneidende Ereignisse im Leben eines Kindes oder Jugendlichen dargestellt werden, die den Protagonisten zum ersten Mal mit Aspekten des Erwachsenenlebens konfrontieren, beispielsweise mit dem Bösen, der Sexualität, der Genderfrage, Sinnlosigkeit, Lebensbedrohlichem oder brüchigen Idealen. Als Reaktion durchläuft der Protagonist verschiedene Stadien der Bewältigung dieser Erfahrungen: von Schock und Ernüchterung über den Kampf um Antworten bis zu dem, was ihn desillusioniert, woran er zu scheitern droht oder was er geschafft hat. In der Regel erhält der Jugendliche in dieser Phase der persönlichen Reifung einen größeren Einblick in die Komplexität und Ambivalenz des Erwachsenenlebens.
Abweichend vom Begriff der Initiation, der besonders die rituelle Aufnahme Jugendlicher in die Welt der Erwachsenen bezeichnet, spielen im Initiationsroman das Rituelle oder eine feierliche Aufnahme in den Kreis der Erwachsenen selten eine zentrale Rolle. Vielmehr ist es ein oft als prekär erlebter Übergang zum Erwachsenendasein oder der Abschied von der Kindheit.
Die Begriffe Entwicklungsroman und Initiationsroman grenzen eng aneinander, wobei letzterer sich dadurch auszeichnet, dass besonders die Phase der Pubertät im Fokus ist und somit die Anlage des Romans einen deutlich kürzeren Entwicklungsabschnitt umfasst. Beschränkt sich der dargestellte Lebensabschnitt hauptsächlich auf die Adoleszenz, ist die Bezeichnung Adoleszenzroman dafür geläufig.

## Entstehung der Bezeichnung
Die Stories of Initiation bilden bereits zu Beginn des 20. Jahrhunderts einen speziellen Typus der amerikanischen Short Stories. Zu nennen sind hier beispielsweise Prosatexte von Sherwood Anderson: I Want to Know Why (1919), Ernest Hemingway: Indian Camp (1924); The Killers (1927) oder Katherine Mansfield: The Garden Party (1922).
Zu größerer Bedeutung gelangten später Coming-of-age Stories wie The Catcher in the Rye von J. D. Salinger (1951) oder The Bell Jar von Sylvia Plath (1964).
Der Begriff Initiationsroman wurde Ende der 1990er Jahre vom polnischen Literaturhistoriker Przemysław Czapliński verwendet, der ihn charakterisierte als „narration about maturation, process of growing-up, about loss of innocence and entering the stage of sin and experience“.

## Beispiele
Als typische Beispiele für den Initiations- oder Adoleszenzromanen anzusehen sind:

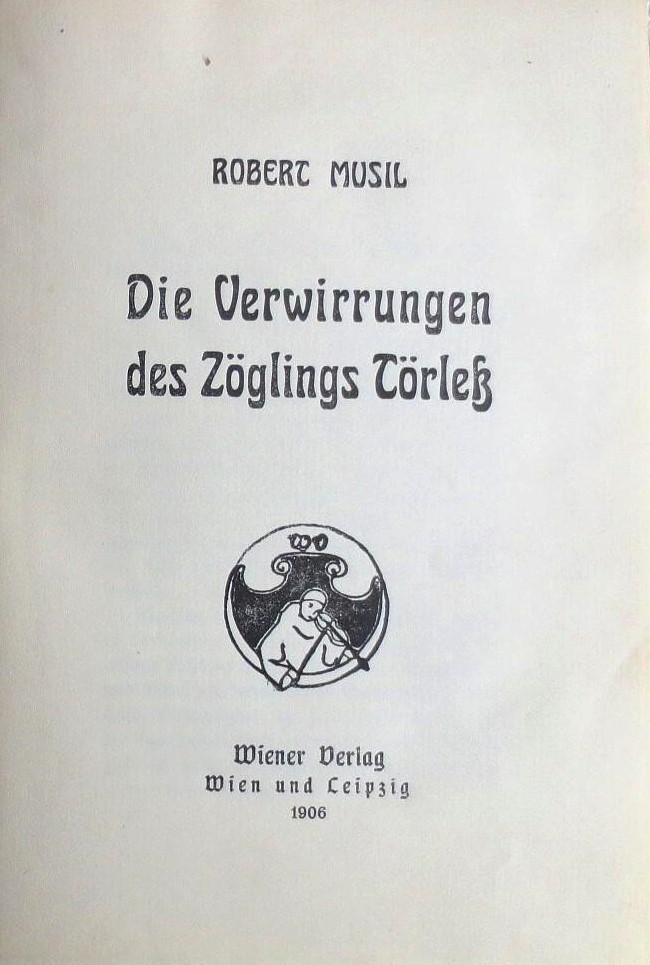
Robert Musil – Die Verwirrungen des Zöglings Törleß, 1906, Titelblatt

- Die Verwirrungen des Zöglings Törleß (Robert Musil, 1906)
- Der geheime Garten (Frances Hodgson Burnett, 1911)
- The Catcher in the Rye (J. D. Salinger, 1951)
- The Bell Jar (Sylvia Plath, 1964)
- Krabat (Otfried Preußler, 1971)
- Harry Potter (Joanne K. Rowling, 1997–2007)
- Die Mitte der Welt (Andreas Steinhöfel, 1998)
- Am kürzeren Ende der Sonnenallee (Thomas Brussig, 1999)
- Crazy (Benjamin Lebert, 1999)
- Scherbenpark (Alina Bronsky, 2008)
- Tschick (Wolfgang Herrndorf, 2010)
- Es war einmal Indianerland (Nils Mohl, 2011)
- Junger Mann (Wolf Haas, 2018)